# Visokonaponska istosmjerna struja
Visokonaponska istosmjerna struja (engl. High-voltage direct current ili HVDC) predstavlja način prijenosa električne energije. Visoki napon se upotrebljava za prijenos električne energije na velike udaljenosti da bi se smanjili gubici energije zbog otpora u vodovima. Prijenos velikih količina električne energije visokonaponskom istosmjernom strujom je jeftiniji i trpi manje električne gubitke u usporedbi s prijenosom izmjeničnom strujom.
Ovisno o naponu i konstrukcijskim značajkama, energetski gubitci kod istosmjernog prijenosa se procjenjuju na 3,5% na 1000km, što je puno manje u usporedbi s izmjeničnim prijenosom. Električni vodovi za istosmjerni prijenos, trebaju manje vodiča jer nema potrebe za trofaznim sustavom. Istosmjerni sustavi mogu rabiti tanje vodove jer nema pojave skin efekta. Ovi faktori dosta snižavaju troškove prijenosa električne energije.

## Princip rada
Princip istosmjernog prijenosa sastoji se u pretvaranju izmjenične struje u istosmjernu, prijenosu istosmjerne energije na velike udaljenosti i ponovne konverzije u izmjeničnu struju. Pretvaranje energije obavlja se u pretvaračkim stanicama.

## Vrste HVDC prijenosa
Postoje dvije vrste istosmjernog prijenosa: jednopolni i dvopolni. Kod jednopolnog sustava je jedan kraj pretvarača spojen na prijenosni vod. Taj vod je pod približno nazivnim naponom, na potencijalu visoko iznad ili ispod potencijala zemlje, ovisno o smjeru toka snage. Drugi kraj je povezan s uzemljenjem i on može, a i ne mora biti povezan drugim vodom s uzemljenim krajem druge pretvaračke stanice. Drugi vod je praktično na potencijalu zemlje. U jednopolnim HVDC sustavima, koji postoje gotovo isključivo u obliku podmorskih kabelskih sustava prijenosa, postoje bitne razlike između izrade katodne i anodne elektrode koje služe kao uzemljivači. Uzemljivač u ulozi katode nije izložen vlastitom elektroličkom razgrađivanju, pa se najčešće izvodi ukopavanjem više stotina metara bakrenog voda velikog promjera u konfiguraciji petlje ili mreže. Uzemljivač u ulozi anode izložen je elektrolitičkom razgrađivanju, pa se anodni uzemljivač radi od više mreža izrađenih od titanija. U dvopolnom prijenosu upotrebljava se par vodova, svaki na visokom potencijalu u odnosu na zemlju, suprotnog polariteta. Prelaskom jedne pretvaračke stanice iz ispravljačkog u invertorski (pretvarački) rad, a susjedne pretvaračke stanice u obrnuti režim, postiže se promjena polariteta napona vodova a time i promjena smjera toka snage. Prednost dvopolnog prijenosa s ugrađenim uzemljenim elektrodama na svakom kraju dolazi do izražaja kada se kvar dogodi na jednom od vodova. Tada će približno pola nazivne energije nastaviti teći služeći se zemljom za put povratka, u jednopolnom režimu rada.

## Prednosti i nedostatci istosmjernog prijenosa
Prednosti istosmjernog prijenosa u odnosu na izmjenični trofazni prijenos su sljedeće:
- mogućnost povezivanja izmjeničnih trofaznih sustava koji nisu sinkronizirani (npr. 50-60 Hz)
- manji gubitci zbog prijenosa reaktivne energije, jer je utjecaj parazitnih kapacitivnosti i induktivnosti gotovo zanemariv
- većina prijenosnog kapaciteta upotrebljava se za prijenos aktivne snage,povećanje stabilnosti izmjeničnih sustava međusobnim povezivanjem
- upotrebljava se manje voda za prijenos jednake količne energije, a može se upotrijebiti samo jedan vod za prijenos (u tom slučaju povratni put je zemlja, pri tome se upotrebljavaju elektrode goleme površine ukopane duboko u zemlju),
- vodovi su mnogo tanji (jer je skin-efekt zanemariv) i jeftiniji od vodova koji se primjenjuju u izmjeničnim mrežama,
- mogućnost ograničenja struje kratkog spoja u slučaju kvara, što ovu tehnologiju čini manje opasnom za ljude i životnu okolinu,
- smanjenje cijene izgradnje trase prijenosnog voda (manje voda-manje dimenzije)
- prihvatljivije je i mnogo jeftinije rješenje za udaljenosti veće od 350 km.

Nedostatci istosmjernog prijenosa:
- zbog okidanja tiristora u pretvaračkim stanicama injektiraju se u mrežu novi harmonici velikih snaga koji dalje narušavaju kvalitet isporučene električne energije, a mogu izazvati velika oštećenja izolacije i smetnje u telekomunikacijskom prometu (ohrabrujuće je što se razvijaju filtri uz čiju pomoć se navedeni nedostatci umanjuju),
- za udaljenosti kraće od 350 km (a što je čest slučaj) istosmjerna tehnologija postaje skuplja od izmjenične tehnologije,
- sva proizvodnja električne energije je izmjeničnog tipa što daje prirodnu prednost izmjeničnim sustavima i čini ih primjenjivijim, pogotovo ako se uzme u obzir da je većina potrošača prilagođena na napajanje izmjeničnim naponom,
- pretvaračke stanice sadrže veliki broj tiristora koji su skupi dijelovi, a pri njihovom radu se gubi velika količina energije,
- osjetljivost ostalih elektroničkih komponenti u sustavu